# دانيال فرنسيس
دانيال فرنسيس (1 أكتوبر 1986 - ) هو لاعب كرة قدم دومينيكي في مركز الهجوم. شارك مع منتخب دومينيكا لكرة القدم. أما مع النوادي، فقد لعب مع نادي أرسنال ونادي ليتون أورينت وكانفي آيلاند وبوترز بار تاون وبيشوب ستورتفورد وThurrock F.C. ‏ ونادي أفيلي وإنفيلد تاون ووالتون وهرشام ‏ وTilbury F.C. ‏ ودولويتش هاملت ونادي ليتون ‏.

## وصلات خارجية
- دانيال فرنسيس على موقع الاتحاد الدولي (مؤرشف)  (الإنجليزية)
- دانيال فرنسيس على موقع قاعدة بيانات كرة القدم.إي يو (الإنجليزية)
- دانيال فرنسيس على موقع ناشيونال فوتبول تيمز (الإنجليزية)